# Bafatá (region)
Bafatá je region na severu centrální části Guineje-Bissau. V regionu žije 225 516 obyvatel a hlavní město je Bafatá.

## Sektory

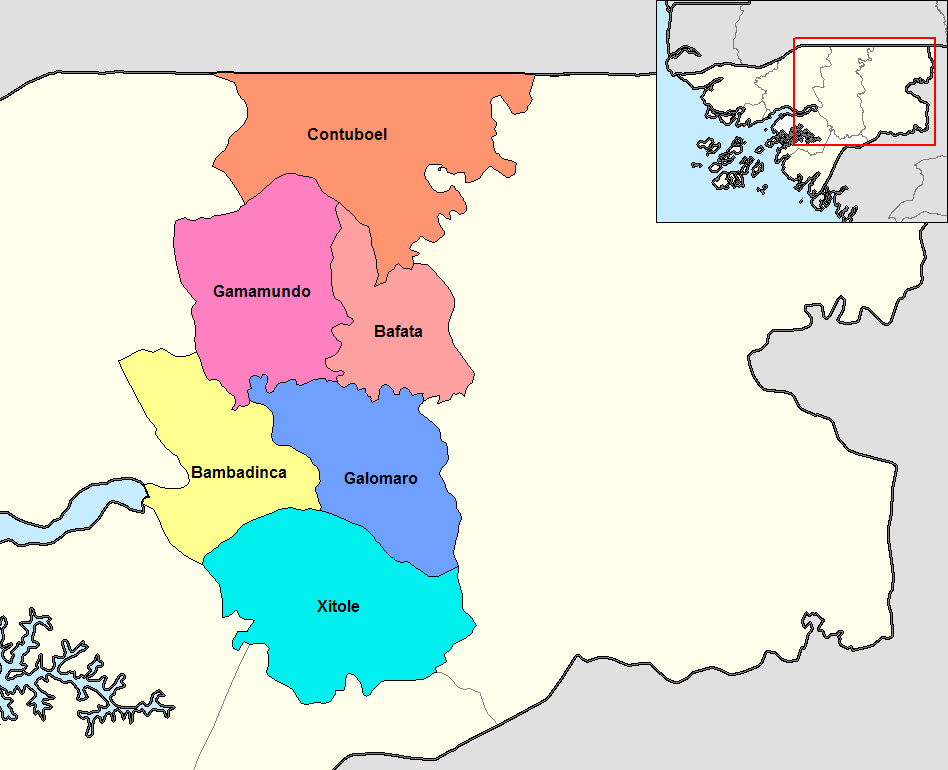
Sektory regionu Bafatá

Region je rozdělen do 6 sektorů:
- Bafatá
- Bambadinca
- Contuboel
- Galomaro
- Gamamundo
- Xitole